# Radio2 Radio Show - La pennicanza
Radio 2 Radio Show - La Pennicanza è una trasmissione radiofonica italiana condotta da Fiorello e Fabrizio Biggio in onda su Rai Radio 2 dal 19 maggio 2025 dal lunedì al venerdì dalle 13:45 alle 14:30 con replica alla mattina successiva dalle 7:00 alle 7:30 in versione ridotta col titolo La sveglianza. La sigla è di Jovanotti.
Fino al 6 giugno 2025 sono andate in onda le trasmissioni in anteprima del programma, in attesa della versione ufficiale che partirà a ottobre.